# A Child’s Garden of Verses

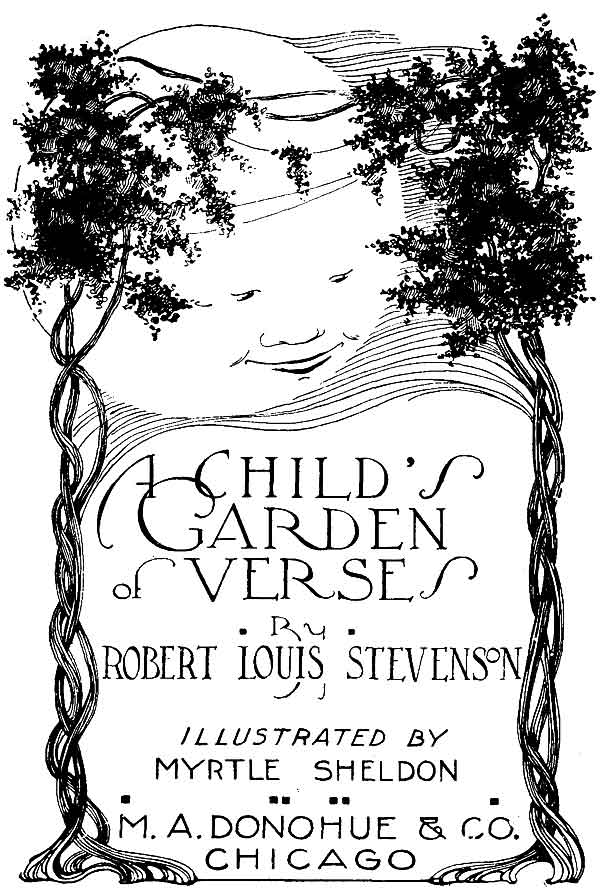
Okładka wydania z roku 1916

A Child’s Garden of Verses – tomik wierszy dla dzieci autorstwa szkockiego prozaika i poety Roberta Louisa Stevensona, opublikowany w 1885 pod tytułem Penny Whistles, a następnie wielokrotnie wznawiany, należący do klasyki angielskiej literatury dziecięcej. Poeta zadedykował książkę swojej opiekunce z czasów dzieciństwa Alison Cunningham, którą nazywał Cummy. Do najbardziej znanych wierszy z tego tomu zalicza się The Lamplighter.